# Surbkirakijur
Surbkirakijur (armeniska: Սուրբկիրակիջուր) är ett vattendrag i Armenien. Det ligger i den nordvästra delen av landet, 70 kilometer norr om huvudstaden Jerevan.
Trakten runt Surbkirakijur består i huvudsak av gräsmarker. Runt Surbkirakijur är det ganska tätbefolkat, med 104 invånare per kvadratkilometer.